# Ahmed Achour
Pour les articles homonymes, voir Achour.
Ahmed Achour (arabe : أحمد عاشور), né le 6 février 1945 à Hammam Lif et mort le 29 janvier 2021 à Tunis, est un chef d'orchestre et compositeur tunisien. Il dirige l'Orchestre symphonique tunisien de 1979 à 2010 et enseigne à l'Institut supérieur de musique de Tunis.

## Biographie
Après des études de droit, Ahmed Achour étudie la musique et le violon au Conservatoire national de musique de Tunis où il obtient en 1967 le diplôme de musique arabe et le prix présidentiel de violon,. Il poursuit ses études musicales à la Schola Cantorum de Paris où il obtient des diplômes dans plusieurs spécialités : l'harmonie, le contrepoint, la direction d'orchestre et l'écriture orchestrale,.
Lorsqu'il rentre à Tunis en 1971, il intègre l'Orchestre symphonique tunisien en tant que premier violon. En 1979, il est chargé de le diriger et de l'administrer. Il assure par la suite la direction du Conservatoire national de musique de Tunis et celle du Festival international des arts populaires. Ahmed Achour est aussi membre du comité directeur de La Rachidia, membre fondateur de l'Union des musiciens tunisiens, membre de la Fédération tunisienne des jeunesses musicales et membre fondateur de l'Institut supérieur de musique de Tunis, où il enseigne l'harmonie, le contrepoint et le solfège.
Achour a présenté de nombreux concerts avec des orchestres symphoniques à Moscou, Saint-Pétersbourg, Paris, Brive-la-Gaillarde, Rabat, Alger et a produit l'opéra de Carl Maria von Weber, Abu Hassan, à Sofia (Bulgarie).
Un hommage lui est rendu, ainsi qu'à Ahmed Kalaï, lors de la quatrième édition de la Semaine de la musique instrumentale.
Au matin du 20 avril 2010, victime d'un malaise brutal, il est transporté d'urgence dans une clinique de Tunis ; il devait diriger un concert de l'Orchestre symphonique tunisien le 22 avril au Théâtre municipal de Tunis. Toutefois, celui-ci est annulé en raison des perturbations des liaisons aériennes empêchant deux harpistes suisses de se rendre à Tunis. Achour est remplacé par Sem Slimane au concert du 27 mai.
Il meurt le 29 janvier 2021.

## Discographie
- Les Cinq Saisons
- Sinfonietta Méditerranée

## Œuvres
Achour a composé une centaine d'œuvres pour orchestre symphonique et petits ensembles ainsi que de la musique de chambre.
En plus de trois concertos pour violon et d'un concerto en sol majeur pour piano et orchestre, Ahmed Achour a notamment composé les œuvres suivantes :
- Élyssa (ouverture pour orchestre)
- Mosaïques de mon pays (ouverture pour orchestre)
- Prélude Jenin 2000 (Le Camp de la mort)
- Variations orientales
- Danse des marionnettes
- Rhapsodie El Jem pour violoncelle et orchestre
- Illusions pour piano et orchestre à cordes
- Stress pour alto et orchestre à cordes
- Balade pour violon, alto et orchestre
- Trio « Le Destin » pour violon, violoncelle et piano
- Quatre esquisses pour cordes
- Sinfonietta Méditerranée pour orchestre à cordes
- Images pour orchestre à cordes
- Métamorphoses pour flûte et orchestre
- Concerto pour clarinette et orchestre
- Paysages de Sidi Bou Saïd pour clarinette
- Nostalgie pour clarinette
- Concerto pour trombone et orchestre

Il a aussi mis en musique plusieurs poèmes, dont El Kalimate de Mnaouar Smadah et Le matin nouveau de Abou el Kacem Chebbi, et a fait plusieurs arrangements à des morceaux de malouf comme Alif Ya Soltani.

## Distinctions

### Décoration
- Grand cordon de l'ordre de la République (Tunisie) (2008)

### Prix
- Prix national de la musique (2005)
- Médaille du Mérite culturel (2008)